# Kristina Brenk
Kristina Brenk, nota anche con lo pseudonimo di Brenkova (Horjul, 22 ottobre 1911 – Lubiana, 20 novembre 2009), è stata una scrittrice, drammaturga e traduttrice slovena.

## Biografia
Trascorse l'infanzia a Horjul, dove completò quattro classi della scuola elementare, a Maribor l'istituto magistrale. Studiò psicologia e pedagogia presso la Facoltà di lettere dell'Università di Lubiana, frequentando anche la scuola di recitazione di Mihaela Šarič. Si adoperò per l'istituzione di un teatro giovanile e nel 1938 andò a studiare teoria del teatro per giovani a Praga. Conseguì il dottorato in pedagogia nel 1939. Durante la seconda guerra mondiale partecipò alla lotta di liberazione nazionale come corriere e accompagnando lo scrittore Prežihov Voranc, direttore della radio partigiana Kričač. Nel 1943 venne arrestata e rimase in carcere fino alla liberazione nel 1945. Nel dopoguerra si affermò come scrittrice, traduttrice ed editrice dedicandosi alla letteratura giovanile. Contribuì a fondare la casa editrice Mladinska knjiga, dove svolse il ruolo di editrice dal 1949 al 1973, creando raccolte di libri per bambini, tra cui Najdihojca, Čebelica, Zlata ptica ed altre. Fu una delle fondatrici del movimento Bralna značka (Invito alla lettura). Moglie dello storico del cinema e pedagogo France Brenk, madre dello psicologo Klas Matija Brenk .

## Opere

### Prosa

#### Guerra e narrativa realistica
Nelle sue memorie scrive della lotta di liberazione, della vita a Horjul, della vita familiare dopo la seconda guerra mondiale e dei suoi incontri con scrittori, poeti, illustratori e giovani lettori, spesso ponendo i bambini al centro dei racconti.
- Prva domovina (La prima patria), 1973
- Hoja za bralci (Cammino con i lettori), 1980
- Moja dolina (La mia valle), 1996

#### Fiabe moderne e narrativa fantastica
- Deklica Delfina in lisica Zvitorepka (La bambina Delfina e l'astuta volpe Zvitorepka), 1972
- Srebrna račka, zlata račka (Anatra d'argento, anatra d'oro), 1975
- Dobri sovražnikov pes (Il buon cane del nemico), 1980
- Babica v cirkusu (Nonna al circo), 1982
- Prigode koze Kunigunde (Avventure della capra Kunigunda), 1984.

### Poesia
- Prišel je velikanski lev (Arrivo del leone gigante), 2008
- Čenča Marenča, 1976
- Kako šteje Čenča Marenča (Come conta Čenča Marenča), 1976

### Opere drammatiche
- Mačeha in pastorka (Matrigna e figliastra), 1951
- Čarobna paličica (La bacchetta magica), 1958
- Modra vrtnica za princesko (Una rosa blu per la principessina), 1963

### Traduzioni
Astrid Lindgren: Pika Nogavička (Pippi Calzelunghe), 1958 (COBISS), Bratec Kljukec s strehe (Karlsson sul tetto), 1966, Felix Salten: Bambi, 1970, Eduard Petiška: Stare grške bajke (Antichi miti greci), 1992, Harriet Beecher-Stowe: Koča strica Toma (La capanna dello zio Tom), Lonček balonček (fiaba tedesca), 1983, Fred Rodrian: Jelen Jarko, 1986, Kdo bo izpulil repo (La grande rapa, fiaba russa), 1986, Lisica in drozg (La volpe e il tordo, fiaba degli Indiani d'America), 1990.

## Premi
- 1964 - Targa Mlado pokolenje - Belgrado
- 1966 - Targa d'oro per la letteratura
- 1970 - Medaglia d'oro per libri illustrati - Lipsia
- 1972 - Premio Levstik per il libro Deklica Delfina in lisica Zvitorepka
- 1974 - Statuetta Kurirček
- 1982 - Targa Trubar
- 1984 - Premio del comune di Horjul
- 1997 - Ordine della libertà della Repubblica di Slovenia per contributi alla letteratura giovanile ed all'editoria
- 1999 - Premio Levstik
- 2000 - IBBY Honour List per l'opera Moja dolina (La mia valle)
- 2001 - cittadinanza onoraria di Horjul
- 2007 - cittadinanza onoraria di Lubiana